# Кејнсвил (Мисури)
Кејнсвил (енгл. Cainsville) град је у америчкој савезној држави Мисури.

## Демографија
По попису из 2010. године број становника је 290, што је 80 (-21,6%) становника мање него 2000. године.
| Група             | 2000.       | 2010.       |
| Белци             | 365 (98,6%) | 281 (96,9%) |
| Афроамериканци    | 0 (0,0%)    | 0 (0,0%)    |
| Азијати           | 0 (0,0%)    | 0 (0,0%)    |
| Хиспаноамериканци | 1 (0,3%)    | 3 (1,0%)    |
| Укупно            | 370         | 290         |